# 万貴妃
万皇貴妃（ばんこうきひ、1428年 - 1487年）は、明の第9代皇帝である成化帝の寵妃である。

## 生涯
本名は万貞児。4歳で宮中に入った。最初は宣徳帝（成化帝の祖父）の皇后（当時は皇太后）だった孫氏の宮女として仕え、のちに皇太子の朱見深（後の成化帝）の侍女を務めた。土木の変で朱見深の父の英宗正統帝に代わって叔父の景泰帝が即位すると、最初は朱見深を皇太子のままとしたが、後に実子の朱見済を皇太子に立てた。廃太子の朱見深は禁足となったが、万氏は献身的に支えた。万氏は朱見深よりも20歳近く年上ではあったが、朱見深から深く愛された。
成化帝が即位したあとも寵愛を受けて貴妃となり、さらに皇貴妃に進んだ。万氏は宝石に異常な興味を示し、宦官で太監である汪直や梁芳らと結託して、宝石を得るために様々な賄賂などをとったという。
成化2年（1466年）に成化帝との間に長男が生まれるが、翌年に早世した。貴妃は既に40歳であり、以後は二度と妊娠せず、嫉妬に狂うようになり、他の妃が妊娠すると手下の宦官を使ってことごとく堕胎させたという。成化5年（1469年）に柏賢妃の産んだ次男の朱祐極は皇太子に立てられたが成化8年（1472年）に夭折し、成化帝は壮年であったが一人の子供もいない状況となったかに思われた。しかし、宦官によって密かに難を逃れた三男の朱祐樘（後の弘治帝、1470年生）がおり、1475年に存在が明かされた。生母の紀淑妃はほどなく急死し、万貴妃による毒殺の噂が立った。万貴妃は朱祐樘も暗殺しようとしたが、皇太后周氏（成化帝の生母）に保護されていたため失敗に終わった。
万氏は1487年に心筋梗塞で死去した。享年59。恭粛端慎栄靖と諡され、天寿山に葬られた（北京天寿山頂万娘娘墓）。成化帝は悲しみのあまり発病し、同年に死去した。その後、万氏の家族を誅殺するよう弘治帝に注進する者がいたが、「子無追廃母理」として弘治帝は却下した。

## 子女
- 皇長子（1466年 - 1467年）

## 登場作品
テレビドラマ
- 『王の後宮』（2011年、中国、演：タビア・ヨン（中国語版））
- 『成化十四年〜都に咲く秘密〜』（2020年、中国、演：アリッサ・チア）